# Morus (planta)
Morus es un género de entre diez y dieciséis especies de árboles caducifolios nativos de regiones cálidas y templadas de Asia, África y Norteamérica, siendo la mayoría nativas de Asia. 
Son de rápido crecimiento de jóvenes, pero luego se van retrasando y raramente exceden los 15 m de altura. Las hojas son alternas, simples, a veces lobuladas (frecuentemente más en los brotes juveniles), y con el margen aserrado. El fruto es múltiple, de 2-3 cm de largo. Las moras blancas comienzan con un color verde blancuzco y pasan a blancas con bordes rosados cuando están maduras. Las moras negras comienzan con un color rojo y al madurar adquieren un color púrpura oscuro o negro. Son comestibles y dulces con buen sabor en varias especies.
Hay un género estrechamente vinculado: Broussonetia, conocido comúnmente como morera de papel (en especial Broussonetia papyrifera).
A pesar de su aspecto similar, las moras no están estrechamente emparentadas con las frambuesas o con otras plantas del género Rubus (muchas de las cuales también suelen ser llamadas moras). Las tres especies pertenecen al orden Rosales. Pero mientras que la morera es un árbol perteneciente a la familia Moraceae (que también incluye la higuera común, el árbol de yaca y otras frutas), las frambuesas y las moras son zarzas y pertenecen a la familia Rosaceae (que también incluye la manzana, el melocotón y otras frutas).

## Descripción
Las moras son de crecimiento rápido cuando son jóvenes, y pueden crecer hasta 24 metros (26,2 yd) de altura. Las hojas están dispuestas alternativamente, son simples y a menudo lobuladas y dentadas en el margen. Los lóbulos son más comunes en los brotes jóvenes que en los árboles maduros. Los árboles pueden ser monoicos o dioicos.
El fruto de la morera es un múltiple, de unos 2-3 centímetros (0,8-1,2 plg) de largo.Los frutos inmaduros son blancos, verdes o amarillo pálido.El fruto pasa de rosa a rojo mientras madura, luego a morado oscuro o negro, y tiene un sabor dulce cuando está completamente maduro.
|                                                                    |
| Racimos (inflorescencias) de botones florales masculinos sin abrir |

|                 |
| Catkines hembra |

|                           |
| Racimos jóvenes de morera |

|                |
| Fruta inmadura |

|                         |
| Moras blancas inmaduras |

|                                     |
| Bayas en ramas del este de Oklahoma |

|                            |
| Morera en el sur de Brasil |

|              |
| Morera larga |

|                                            |
| Moras semimaduras sobre una hoja de morera |

|                |
| Follaje otoñal |

## Especies
La taxonomía de Morus es compleja y discutida. De unas ciento cincuenta especies publicadas, solo de diez a dieciséis se citan como aceptadas, ya que son frecuentes nombres diferentes que realmente son duplicados. La clasificación se complica por su fácil hibridación, siendo los híbridos fértiles.

## Especies generalmente aceptadas
- Morus alba - morera blanca o morera propiamente dicha; este de Asia
- Morus australis; sudeste de Asia
- Morus celtidifolia Kunth; Centroamérica y Sudamérica - mora colorada[3]
- Morus insignis; Centroamérica y Sudamérica
- Morus mesozygia; sur y centro de África
- Morus microphylla; sur y centro de Norteamérica: Texas, México
- Morus nigra - morera negra o moral negro; sudoeste de Asia
- Morus rubra; este de Norteamérica

Las siguientes, todas del este y sur de Asia, son adicionalmente aceptadas por uno o más taxónomos; sinonimia en otras  listas o estudios se indican entre paréntesis:
- Morus atropurpurea
- Morus bombycis (M. australis)
- Morus cathayana
- Morus indica (M. alba)
- Morus japonica (M. alba)
- Morus kagayamae (M. australis)

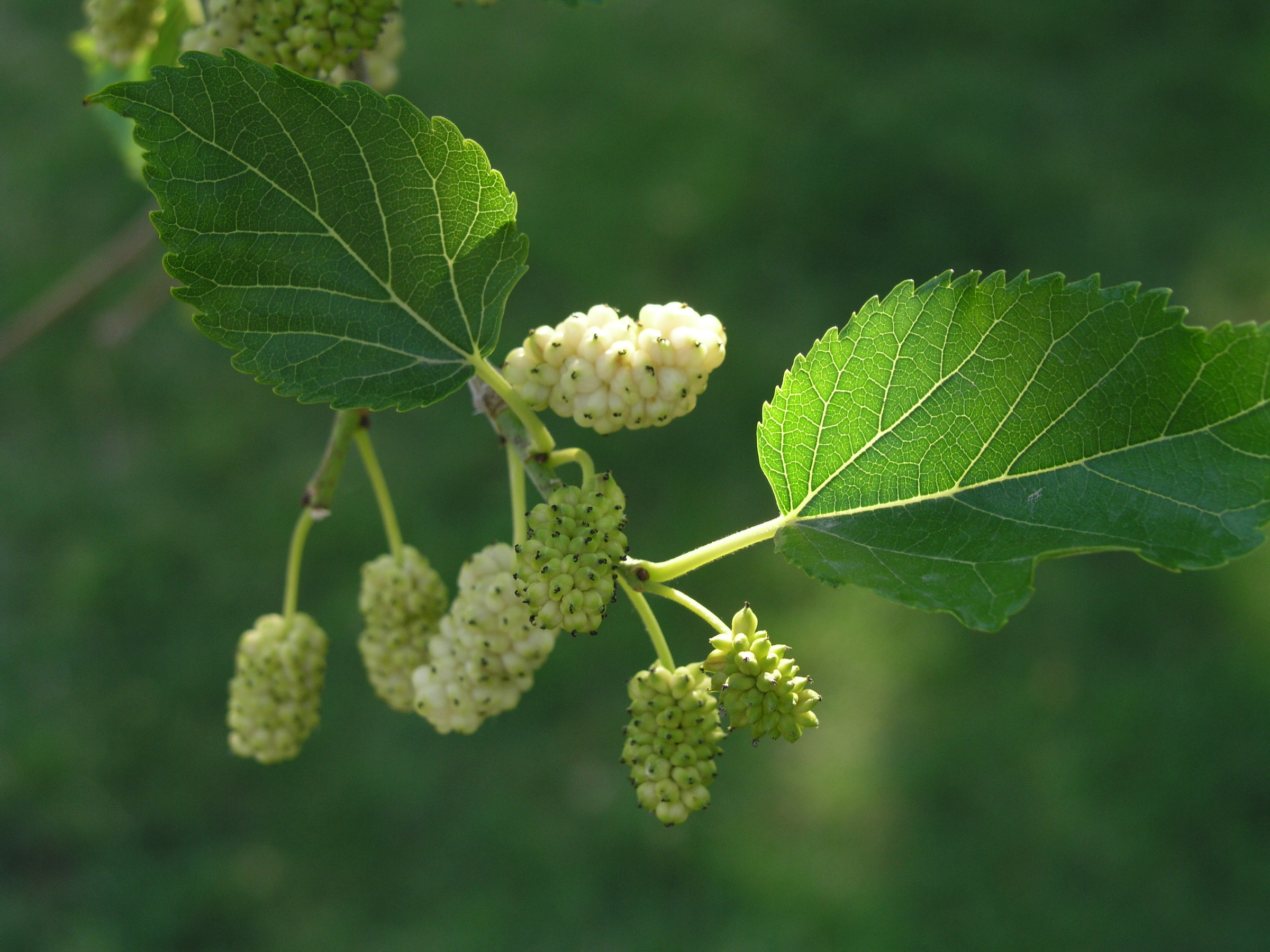
Moras inmaduras de Morus alba in situ.

- Morus laevigata (M. alba var. laevigata, M. macroura)
- Morus latifolia (M. alba)
- Morus liboensis
- Morus macroura (M. alba var. laevigata)
- Morus mongolica (M. alba var. mongolica)
- Morus multicaulis (M. alba)
- Morus notabilis
- Morus rotundiloba
- Morus serrata (M. alba var. serrata)
- Morus tillaefolia
- Morus trilobata (M. australis var. trilobata)
- Morus wittiorum

## Distribución

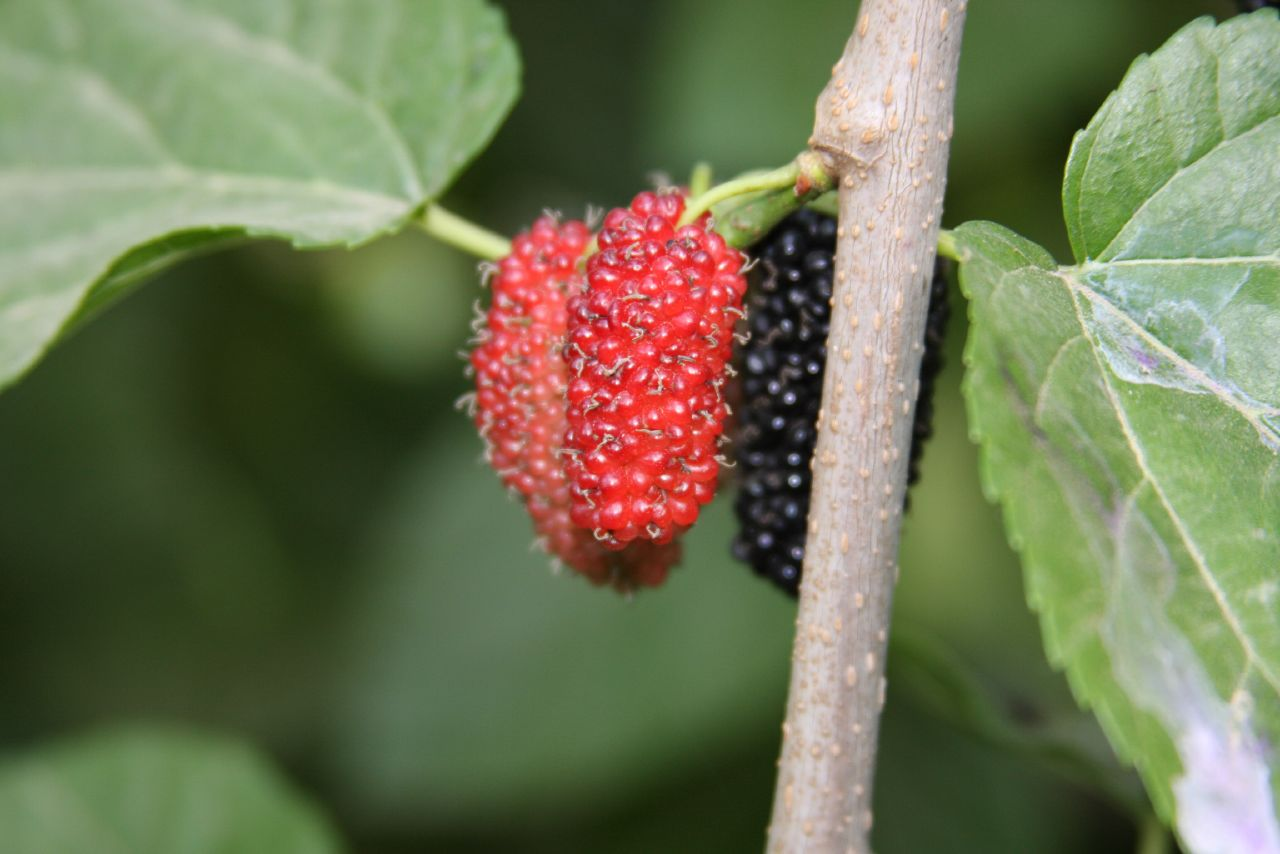
Frutas de morera en Libia

La morera negra, roja y blanca está muy extendida en Europa meridional, Oriente Próximo, África septentrional y el subcontinente indio, donde el árbol y el fruto reciben nombres en dialectos regionales. La morera negra se importó a Gran Bretaña en el siglo XVII con la esperanza de que fuera útil para el cultivo de gusanos de seda. Fue muy utilizada en medicina popular, especialmente en el tratamiento de la tiña.  Las moras también están muy extendidas en Grecia, especialmente en el Peloponeso, que en la Edad Media era conocido como Morea, derivado de la palabra griega para el árbol (μουριά, mouria).

## Cultivo

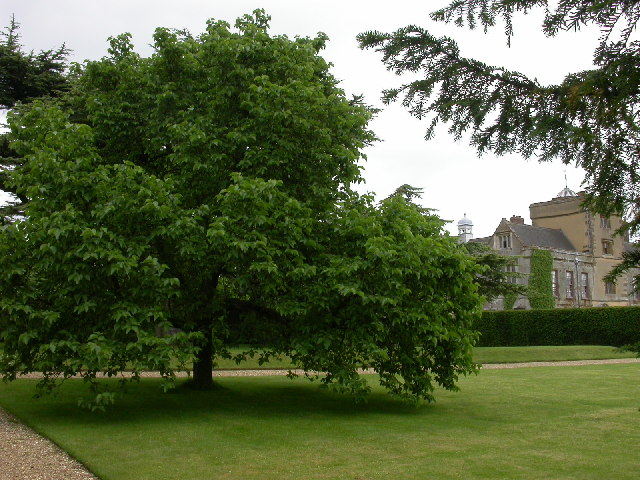
Una morera en England

Las moreras se pueden cultivar a partir de semillas, lo que a menudo se aconseja, ya que los árboles cultivados a partir de semillas suelen tener mejor forma y salud. Las moreras cultivadas a partir de semillas pueden tardar hasta diez años en dar fruto. Las moreras se suelen plantar a partir de esquejes grandes, que enraízan con facilidad. Las moreras que se dejan crecer en altura tienen una copa  de 5 a 6 pies (1,5 a 1,8 m) desde el nivel del suelo y una circunferencia del tallo de 4-5 pulgadas (10-13 cm). Se crían especialmente con la ayuda de árboles bien crecidos de 8-10 meses de edad de cualquiera de las variedades recomendadas para zonas de secano como la S-13 (para suelo rojo limoso) o la S-34 (suelo negro algodonoso), que son tolerantes a la sequía o a las condiciones de estrés hídrico del suelo. Por lo general, la plantación se levanta y en formación de bloque con un espaciamiento de 6 por 6 pies (1,8 por 1,8 m), o 8 por 8 pies (2,4 por 2,4 m), como distancias de planta a planta y de hilera a hilera. Las plantas suelen podarse una vez al año durante la estación de los monzones hasta una altura de 5-6 pies (1,5-1,8 m) y se dejan crecer con un máximo de 8-10 brotes en la corona. Las hojas se cosechan tres o cuatro veces al año mediante un método de recolección en condiciones de secano o semiáridas, dependiendo del monzón. Las ramas del árbol podadas durante la estación otoñal (después de la caída de las hojas) se cortan y se utilizan para fabricar cestas duraderas de apoyo a la agricultura y la ganadería.
Algunas ciudades norteamericanas han prohibido la plantación de moreras debido a las grandes cantidades de polen que producen, lo que supone un peligro potencial para la salud de algunos alérgicos al polen. En realidad, sólo las moreras macho producen polen; este polen ligero puede ser inhalado profundamente en los pulmones, desencadenando a veces asma.  Por el contrario, las moreras femeninas producen flores exclusivamente femeninas, que extraen el polen y el polvo del aire. Debido a esta característica de absorción de polen, las moreras hembra tienen una Escala de alergia OPALS de sólo 1 (el nivel más bajo de potencial alergénico), y algunos las consideran "libres de alergia".
La madera de injerto de la morera se puede injertar fácilmente en otras moreras durante el invierno, cuando el árbol está inactivo. Una situación común es convertir una morera macho problemática en un árbol hembra libre de alergias, injertando vástagos de morera hembra en una morera macho que ha sido podada hasta el tronco.  Sin embargo, cualquier nuevo crecimiento por debajo del injerto o injertos debe ser eliminado, como lo sería de la morera macho original. 

## Usos

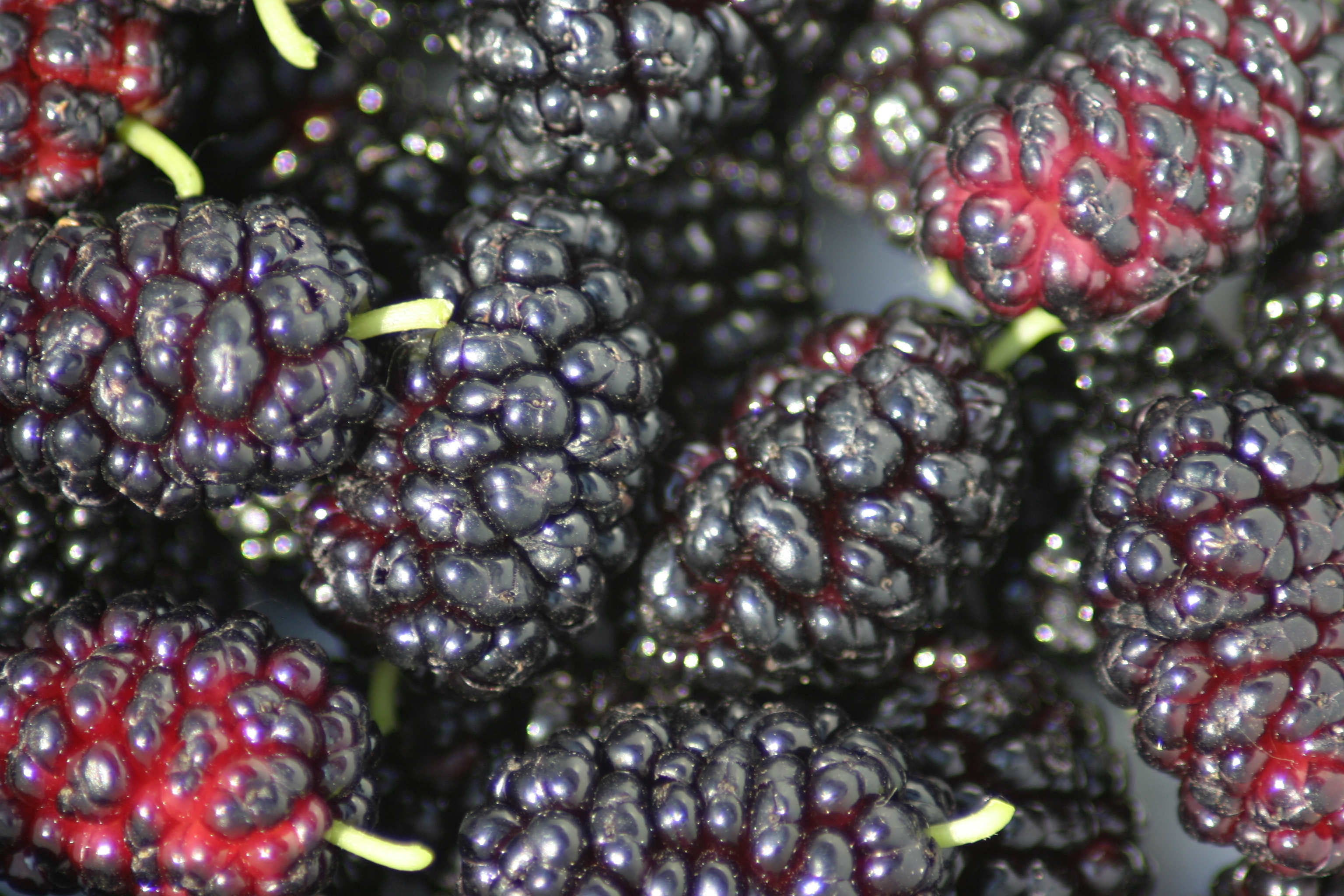
Moras sueltas de Morus nigra

El fruto maduro es comestible y muy usado en refrescos, tortas, tartas, vinos. Las de la mora negra, nativa del sudoeste de Asia, y la roja del este de Norteamérica, tienen los sabores más fuertes. Las de la mora blanca, del este de Asia  extensamente naturalizadas en todas las regiones urbanas de América, tienen un sabor diferente, a veces hasta insípido. La fruta madura tiene cantidades significativas de resveratrol. Se sabe que la inmadura y partes verdes de la planta tienen una saponina tóxica y medianamente alucinógena.
Las moras negras, rojas y blancas son cosmopolitas, viniendo desde Armenia,  Azerbaiyán, India, Pakistán, Irán, Afganistán, donde el árbol y la fruta se conocen en idioma persa Tut (mora) o Shahtut (mora rey o "superior"). Mermeladas y sorbetes se hacen de esta fruta en la región. La mora negra se llevó a Gran Bretaña en el s. XVII con la esperanza de usarla en el cultivo del gusano de seda. Fue muy usada en medicina popular, especialmente para tratar la tiña[cita requerida]. 
Las hojas de morera, particularmente las de la blanca,  son económicamente importantes pues son la única fuente de alimentación del gusano de seda, cuyo capullo de pupa se usa para hacer la seda. Otras larvas de Lepidoptera también la usan como alimento: Spilosoma obliqua, Archips micaceana, Hemithea aestivaria, Mimas tiliae, Acronicta aceris y otras.

## Propagación
Las moras pueden propagarse por semillas.
Es muy frecuente plantarla de estacas (esquejes) que enraízan rápidamente. Para ello, sobre febrero se corta una rama de morera y se divide en esquejes de unos 10 cm aproximadamente. Lo ideal cuando se hacen estacas es que tengan tres yemas. Se han de quitar las hojas basales (las de abajo) y se dejan solamente las dos hojas superiores o apicales.

## Antocianinas de frutas moras
Las antocianinas son pigmentos comestibles de alimentos naturales.  Como la seguridad de los pigmentos sintéticos está en duda, su importancia en la industria alimenticia aumenta. Dichas antocianinas producen atractivos colores como anaranjados, rojos, azules. Además son hidrosolubles, por lo que su incorporación en productos alimentarios acuosos es fácil. Aparte de las propiedades colorantes, también poseen las antioxidantes, antineoplásticas, protectoras de radiación, vasotónicas, vasoprotectoras, antiinflamatorias, protectoras quimio y hepato.
Xueming Liu y coautores en el Instituto de Investigación Sericultural, de la Academia de Ciencias Agrícolas Guangdong, de China, en 2004, desarrollaron un método barato e industrialmente posible de purificación de antocianinas de frutas de mora, dando colorantes rojos de alto valor colorante (por encima de 100). Encontraron que 31 cultivares chinos de mora probados produjeron un total de antocianinas de 147,68 mg a 2725,46 mg/L de jugo de fruta. La extracción y purificación fue hecha usando etanol acidificado como solvente efluente y una resina macroporosa copolímera poliestirénica cruzada, como adsorbente. Los resultados indicaron que los azúcares totales, ácidos totales, vitaminas permanecieron intactos en el jugo residual después de retirar las  antocianinas, y que el jugo residual fuera fermentado para producir zumo, vino y jarabe.
En muchas partes del mundo, la mora se cultiva por su fruto. Tiene muchas propiedades medicinales; usándose para hacer mermelada, vino, etc.  Como el género Morus fue domesticado hace miles de años, y constantemente se realiza mejoramiento genético por heterosis (principalmente para aumentar el rendimiento de hojas), sería posible su mejora para producir más y mejores bayas. 
El contenido de antocianinas depende del clima y es mayor en áreas muy soleadas. Así es prometedor su futuro en sericultura tropical.

## En la cultura

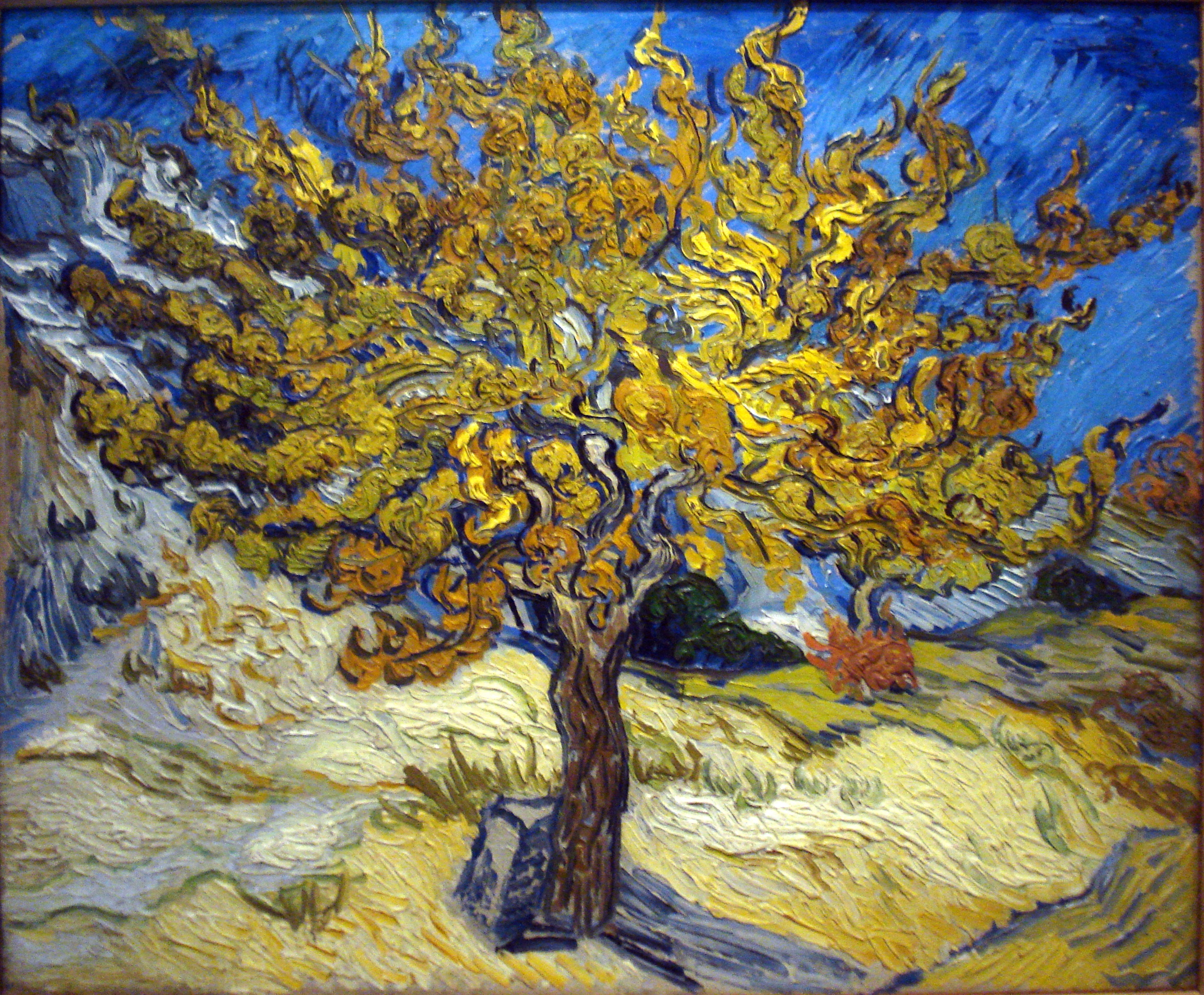
El árbol de la morera de Vincent van Gogh.

Un mito etiológico de Babilonia, que Ovidio incorporó en su Las metamorfosis, atribuye el color rojizo-púrpura de los frutos de la morera a las trágicas muertes de los amantes Píramo y Tisbe. 
Píramo y Tisbe eran dos jóvenes babilonios que vivieron durante el reinado de Semíramis. Habitaban en viviendas vecinas y se amaban a pesar de la prohibición de sus padres. Se comunicaban con miradas y signos hasta descubrir una grieta en el muro que separaba las casas. Así pudieron hablarse, enamorarse y desearse cada vez más intensamente, hasta que un día acordaron que a la noche siguiente, cuando todo quedara en silencio, huirían sin ser vistos y se encontrarían junto al monumento de Nino, al amparo de un moral de moras blancas que allí había(probablemente la autóctona Morus nigra), al lado de una fuente. Tisbe llegó primero, pero una leona que regresaba de una cacería a beber de la fuente la atemorizó y Tisbe huyó al verla, buscando refugio en el hueco de una roca. En su huida, dejó caer el velo. La leona jugueteó con el velo, manchándolo de sangre. Al llegar, Píramo descubrió las huellas y el velo y, creyendo que la leona había matado a su amada, sacó su puñal y se mató clavándoselo en el vientre. Su sangre tiñó de púrpura los frutos del árbol. Tisbe salió cuidadosamente de su escondite y al llegar al lugar vio que las moras habían cambiado de color y dudó de si era o no el sitio convenido, pero entonces vio a su amado con el puñal clavado y cubierto de sangre. Le abrazó, sacó el puñal y se suicidó a su vez, clavándoselo ella misma. Los dioses, apenados por la tragedia, hicieron que los padres de los amantes permitiesen incinerarlos y guardar sus cenizas en la misma urna, y desde aquel día los frutos de la morera quedaron teñidos de púrpura..